# Condado de Yueyang
Yueyang  (en chino, 岳阳; pinyin, Yuèyáng) es un condado  bajo la administración directa de la Prefectura Yueyang en la Provincia de Hunan, República Popular China.  Su área es de 2809 km² y su población total para 2010 superó los 700 mil habitantes. 

## Administración
Desde marzo de 2024, el  Condado Yueyang  se divide en 15 pueblos que se administran en 2 subdistritos,  11 poblados y 2 villas.